# 栅枝垫柳
栅枝垫柳（学名：Salix clathrata）为杨柳科柳属的植物，是中国的特有植物。分布于中国大陆的云南、四川等地，生长于海拔4,000米的地区，一般生于裸露的岩石上，目前尚未由人工引种栽培。